# Enthäuten

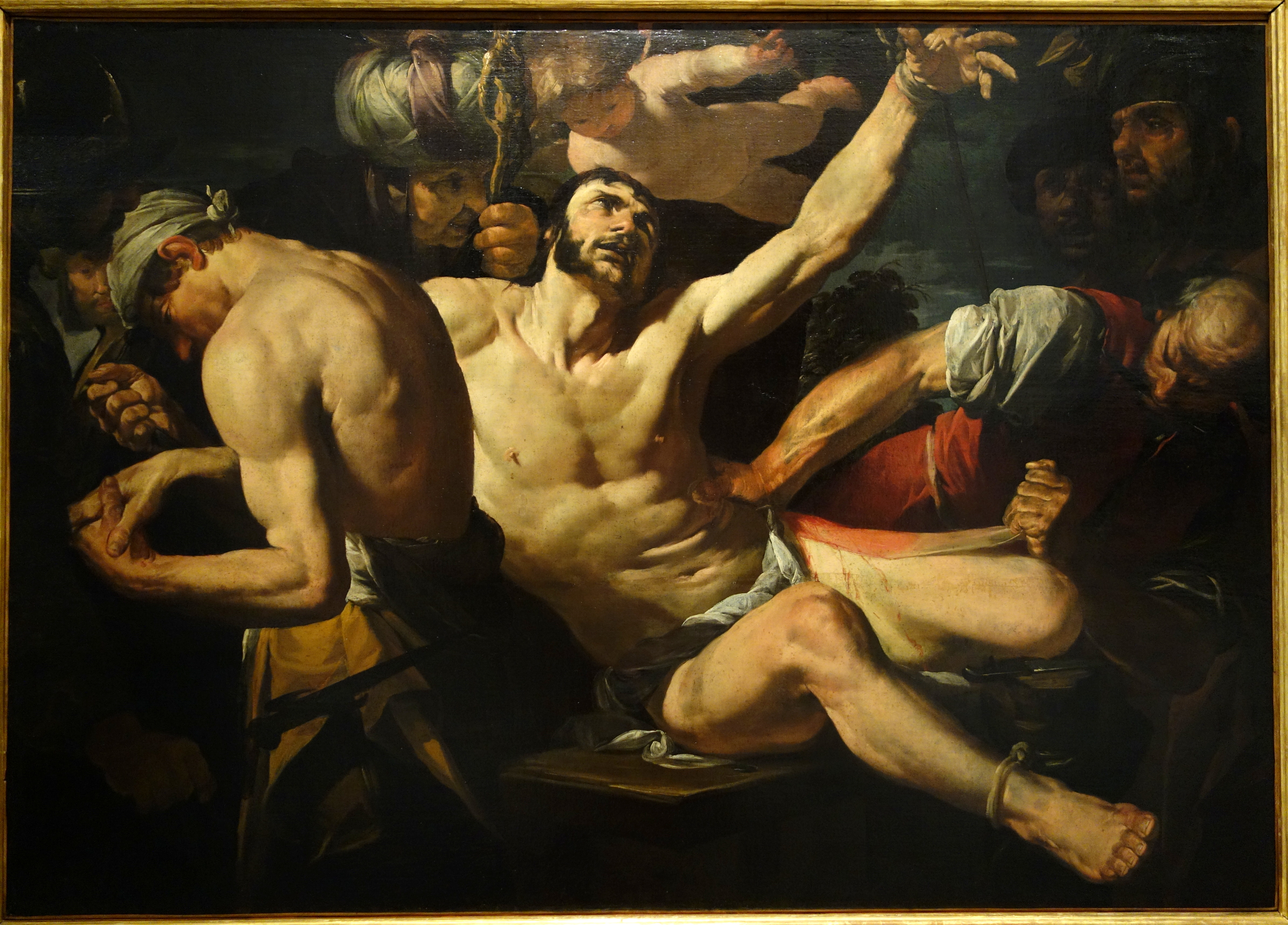
Der Apostel Bartholomäus erleidet sein Martyrium durch Enthäuten (Gioacchino Assereto, um 1630)

Das Enthäuten, auch Häuten oder Schinden genannt, war eine von der Antike bis in die Neuzeit praktizierte Hinrichtungsmethode, der eine äußerst qualvolle Folter vorausgeht. Dabei wurde einem Menschen mit einem Messer die Haut vom Körper abgezogen. Das Enthäuten bzw. das Abreißen der Kopfhaut (Skalpieren) gilt bis in die Neuzeit bei vielen Kulturen als Triumph über den Gegner und individuelle Trophäe.

## Folgen
Enthäuten ist äußerst schmerzhaft, sodass das Opfer wohl wiederholt in Ohnmacht fällt und wegen der Schmerzen daraus wieder aufgeschreckt wird. Das enthäutete Opfer stirbt oft langsam in Stunden oder Tagen am Schock, durch Blut- und Flüssigkeitsverlust, Unterkühlung und Infektionen.

## Geschichte

### Alter Orient

#### Assyrisches Reich

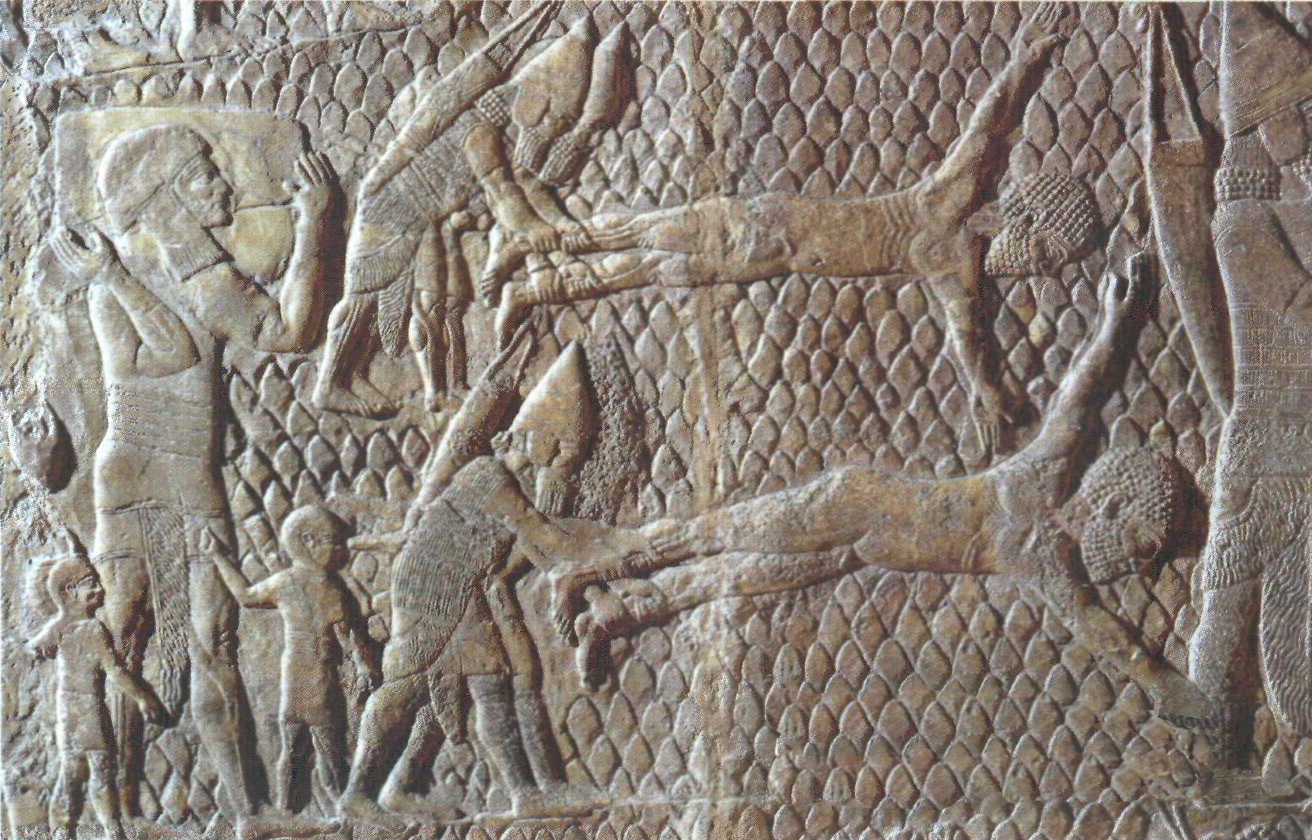
Relief der Enthäutung von hebräischen Abgesandten durch assyrische Soldaten. Diese beginnen die Enthäutung an den Unterschenkeln ihrer gestreckt gefesselten Opfer (Süd-West-Palast des Sanherib in Ninive).

Im Alten Orient wurde Schinden (kašu) als Bestrafung verwendet. Pfählen und Schinden von Rebellen ist zuerst unter Aššur-bel-kala nachgewiesen. Der assyrische Herrscher Salmanasser III. ließ dem aufständischen Ilubiʾdi von Hamath bei lebendigem Leib die Haut abziehen: „seine Haut [wurde] rot wie Wolle gefärbt“ (iṣrupu nabāsiš). Die Schindung Ilubiʾdis ist im Saal VIII (Platte 25) in Nimrud bildlich dargestellt. Eine ähnliche Formulierung findet sich in dem Moussaieff-Fragment für die Hinrichtung des Königs Aššur-leʾi von Karalla auf Befehl Sargons: „Der Zerstörer des Landes Karalla, der die Haut des Stadtoberhauptes rot wie eine illuru-Pflanze werden ließ“. Sargon ließ auch Bagdatti von Uišdiš und Jahu-Biʾdi, König von Hamath, schinden. Der verstümmelte Körper wurde öffentlich zur Schau gestellt, wahrscheinlich, um potentielle Rebellen abzuschrecken.

„Ich zog dem König von Katmuḫḫi in Arbela die Haut ab und hängte sie über die Stadtmauer von Arbela.“

#### Persisches Reich

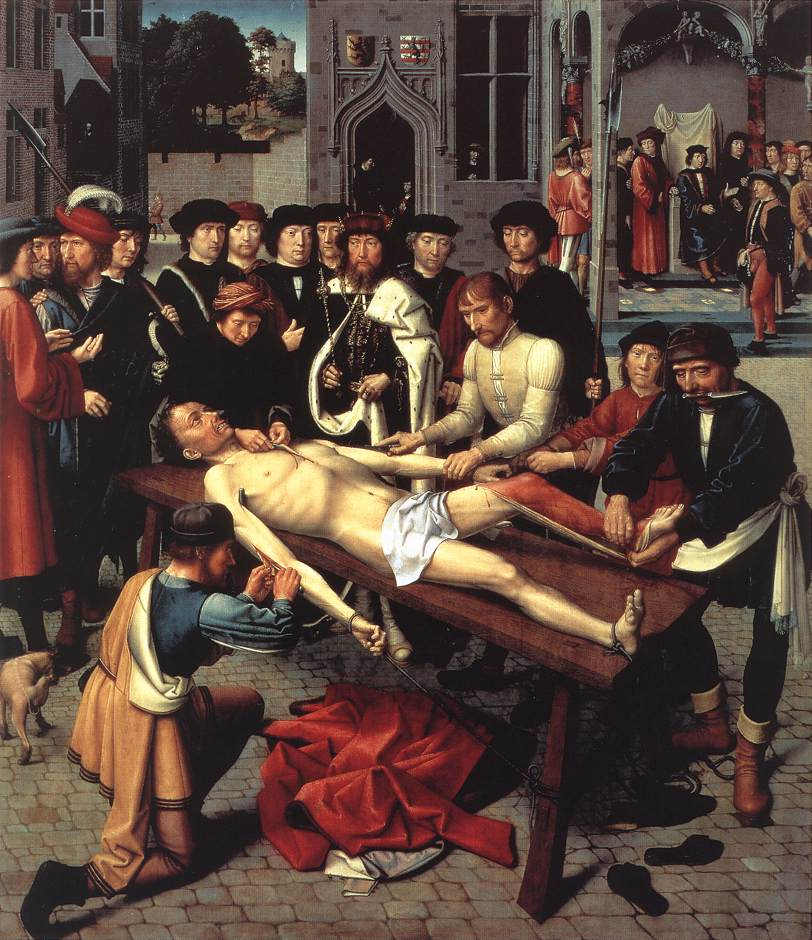
Die Häutung des Sisamnes (Gemälde von Gerard David, 1498)

Auch für das Perserreich wird vom Häuten berichtet: Nach Herodot (Historien, Buch V, 25) ließ Kambyses II. dem Richter Sisamnes wegen Bestechlichkeit die Haut abziehen.
Der Apostel Bartholomäus soll sein Martyrium durch Schinden erlitten haben.
Nach den christlichen Historikern Laktanz und Agathias ließ der persische König Schapur I. den gefangenen römischen Kaiser Valerian schinden, seine Haut rot färben (infecta rubro colore) und in einem Tempel aufhängen. Der Wahrheitsgehalt dieser auf Laktanz’ Biographie beruhenden Nachricht ist allerdings zweifelhaft, da er in propagandistischer Absicht schrieb.

### Neuzeit

#### Aztekenreich

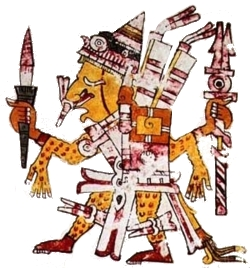
Darstellung des Xipe Totec, welcher mit der abgezogenen Haut eines Opfers bekleidet ist (Codex Borgia, 15. Jahrhundert).

Bei den Azteken in Mittelamerika ist das Enthäuten aus dem Kult des Vegetationsgottes Xipe Totec als Menschenopfer belegt.

#### Osmanisches Reich
Der osmanische General Lala Kara Mustafa Pascha ließ den venezianischen Gouverneur von Zypern, Marcantonio Bragadin, nach dessen Kapitulation trotz versprochenen freien Geleits häuten.

#### Dreißigjähriger Krieg

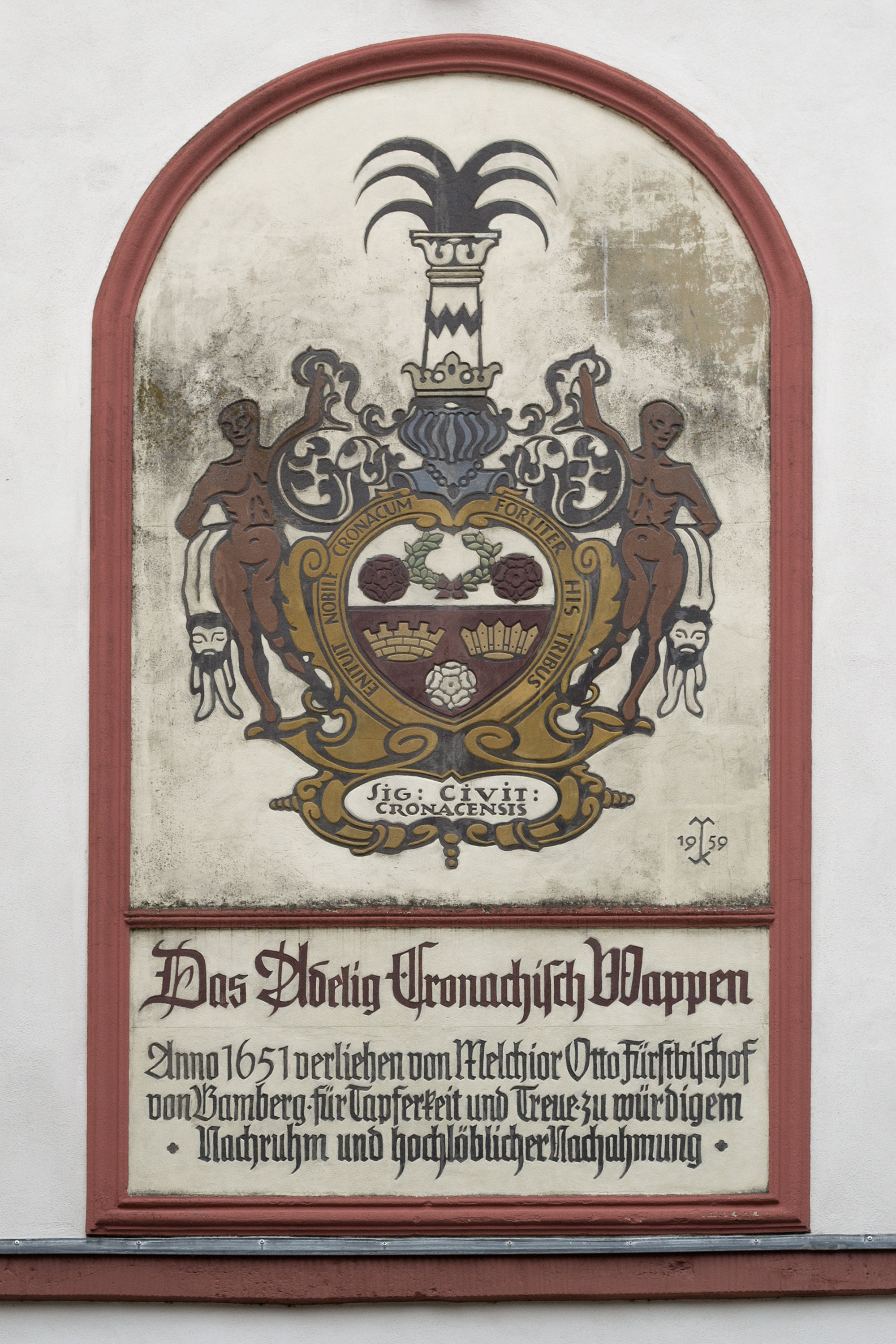
Stadtwappen von Kronach

Das Wappen der Stadt Kronach zeigte als Schildhalter zwei Männer, die ihre abgezogene Haut über dem Arm tragen. Sie erinnern an Kronacher Bürger aus der Zeit des Dreißigjährigen Krieges, die während eines Ausfalls Kanonen der belagernden Schweden unbrauchbar machten und dabei von diesen gefangen und geschunden wurden.

#### Gebiet Jugoslawiens im Zweiten Weltkrieg
Nach der Zerschlagung durch die Nationalsozialisten und der Besetzung des Königreichs Jugoslawien von 1941 bis 1945 kam es im Zweiten Weltkrieg zu Häutungen von Seiten kroatischer Ustascha und serbischer Tschetniks. In mehreren Fällen häuteten die Tschetniks katholische sowie muslimische Geistliche und kroatische Zivilisten, so geschehen z. B. beim Massaker im Zabiokovlje. Die Ustascha nutzten im Unabhängigen Staat Kroatien mitunter auch die Enthäutung als Methode der Hinrichtung und Verstümmelung ihrer Opfer, darunter serbische Zivilisten und serbisch-orthodoxe Geistliche, z. B. im KZ Jasenovac.

## In der Mythologie

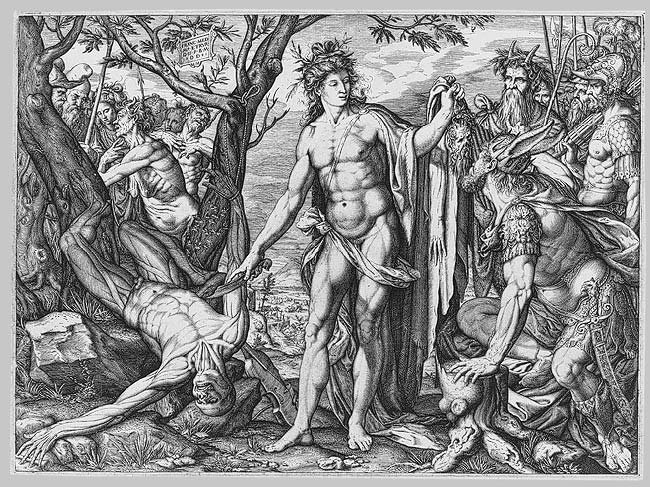
Die Häutung des Marsyas (Kupferstich von Melchior Meier, 1581)

In einer Erzählung der griechischen Mythologie wurde der Satyr Marsyas von dem Gott Apollon geschunden, nachdem er einen Wettstreit gegen ihn verloren hatte. Die Darstellung des geschundenen Marsyas wird oft mit dem Erwerb der Stadtrechte verbunden.
Herodot (Historien 7, 26): berichtet: „In der Stadt Kelainai hängt auch die Haut des Satyrn Marsyas. Diese hat nach der Sage der Phrygier Apollon dem Marsyas abgezogen und hier aufgehängt.“

## In der Kunst
Haruki Murakami beschreibt das Enthäuten eines japanischen Soldaten durch Mongolen während des Zweiten Weltkrieges in dem aus dem 1990ern stammenden Roman Mister Aufziehvogel. Im US-amerikanischen Horrorfilm Hunter Hunter von 2020 wird eine Enthäutung dargestellt.